# Galway (Nowy Jork)
Galway – miasto w Stanach Zjednoczonych, w stanie Nowy Jork, w hrabstwie Saratoga.